# 影のない女
『影のない女』（ドイツ語：Die Frau ohne Schatten ）作品65は、リヒャルト・シュトラウスの作曲したオペラである。台本はフーゴ・フォン・ホーフマンスタールによる。また、このオペラの旋律に基づく作曲者自身によるオーケストラ曲（交響的幻想曲《影のない女》）もある。

## 概要
全3幕で、約3時間20分（カット無し。各幕70分・70分・60分）を要する大作である。一般的にメルヘンオペラといわれるが、その内容が暗示するものは多く、近代のオペラのなかでもとりわけ難解な作品である。
東洋の島々に住む皇帝は、霊界の王（カイコバート）の娘と結婚している。皇后となった彼女には影がなく、子供ができない。影をもたぬ呪いで皇帝が石になるのを嘆き、皇后は貧しい染物屋の女房から影をもらい受けようと図る。しかし、結局彼女は他人を犠牲にしてまで、影の入手を望まない。その精神の尊さゆえに奇跡が起こり、皇帝は石から甦り、彼女も影を得て人間になる。愛と自己犠牲による救済の可能性を暗示する。あらすじは、ホーフマンスタール自身の手による「劇のあらすじ」に詳しい。
音楽評論家の吉田秀和は、「この作品は誰がきいても、はじめはこう（劇の展開にとまどう）なるのだろう」とした上で、「……視覚的なもの、あるいは意味あり気なものには適当につきあう一方、耳を通じて……音楽をていねいにきいていると、何のことはない。こんなにオペラの楽しみをたっぷり味わえる作品はめったにないことがわかる」と述べている（1984年の「音楽会批評」より）。

## 作曲の経緯
『エレクトラ』、『町人貴族』、『ナクソス島のアリアドネ』、『ばらの騎士』と続いた、シュトラウスとホーフマンスタールの協力になる作品である。作曲は1914年から1917年にかけて行なわれた。当初ホーフマンスタールは喜劇的人物を何人か入れようとしたが、シュトラウスが反対したという。
オペラの構想はシュトラウスとホーフマンスタールの間で交わされており、モーツァルトの『魔笛』を意識したといわれる。物語は魔法の世界を舞台とするが、霊界、人間界、地下の暗闇をめまぐるしく行き来する。音楽としては、フルオーケストラの大音響から、室内楽的で透明感あるアンサンブルまで幅広く、シュトラウスの多様な表現技法を駆使している。

## 主要人物と楽器編成
- 皇帝（テノール）
- 皇后（ソプラノ）
- 染物師バラック（バリトン）
- 染物師の妻（ソプラノ）
- 乳母（メゾ・ソプラノ）
- 伝令使（バリトン）
- 敷居の護衛者（ソプラノ）
- 若い男の幻影(テノール)
- 天上界からの声(アルト)
- 鷹（の声）（ソプラノ）
- フルート4
- オーボエ3
- クラリネット5
- ファゴット4
- ホルン8
- トランペット6
- トロンボーン4
- チューバ
- ティンパニ(2人)
- 打楽器奏者4
- チェレスタ2
- ハープ2
- 弦五部（第1・第2ヴァイオリン各16、ヴィオラ12、チェロ12、コントラバス8）

舞台裏にフルート2、オーボエ、クラリネット2、ファゴット、ホルン、トランペット6、トロンボーン6、ウィンドマシーン、サンダーマシーン、オルガン、タムタム4

## あらすじ

### 第1幕
第1場
皇帝の庭園のテラス。皇后と乳母のところに霊界からの使者が現れる。霊界の女である乳母は使者に、皇后にはまだ影がない、と報告すると、使者はあと３日で一年だから、と念押しして去る。皇后もまた霊界の大王・カイコバートの娘であり、人間でないために影はなく、子供を産むことも出来ないが、彼女の夫である皇帝は一年以内に子を持てないと石にされてしまう運命にある。皇帝は逃げ出したタカを捕らえるために狩りに出かける。皇后のもとにはタカが現れ、皇帝の運命を告げる。驚いた皇后は影を得るべく、渋る乳母とともに人間界へと降りてゆく。

第2場
染物師バラックの家。みすぼらしい家の中で体の不自由な三兄弟が争い、バラックも妻とけんかをし、妻はもう子供など産むものか、と口走っている。やがてバラックが出かけてしまうと、貧しい身なりをした皇后と乳母が現れる。影を売ってほしい、と頼む乳母に、バラックの妻は二人がこの家で三日間女中として働くことを条件に合意する。乳母は魔法を使って五匹の魚を料理し、バラック夫妻のベッドを二つに引き裂く。鍋の中の魚たちは生まれ出ることの出来なかった子供の嘆きを歌う。やがてバラックが帰宅するが、特に気にするでもなく二つに分かれたベッドに入ってしまう。

### 第2幕
第1場
バラックの家。朝バラックが出かけると、乳母は魔法で若い男の幻影を出現させ、妻を浮気させようとする。やがてバラックはご馳走を持って帰宅するが、妻がそれに手をつけようとしないため、三兄弟や物乞いたちに与えてしまう。

第2場
皇帝の鷹狩り小屋の前。逃げていたタカがみつかり、皇帝はそれに満足しているが、皇后の姿がないことを不審に感じる。そこへ折りよく皇后と乳母が空を飛んで帰ってくるが、彼女たちから人間の匂いがするため、二人が嘘をついているのではと疑い、皇后を亡き者にしようと考えるが、愛している皇后を殺すに忍びなく、タカに導かれて一人で人気のない岩屋に向かう。

第3場
バラックの家。乳母は眠り薬でバラックを眠らせ、再び魔法で若い男の幻影を出現させ、バラックの妻を誘惑させる。妻の心はそちらへ傾きかけるが、はたと我に返り、バラックをたたき起こすと、寝ぼけている夫を罵倒し、乳母とともに家を出てゆく。

第4場
鷹狩り小屋の皇后の寝室。皇后は夢の中で、自分がバラックを不幸な運命に陥れていると良心を痛める。そして皇帝が岩屋の中に入ってゆく夢も見て不吉な気配を覚え、いっそのこと自分が岩になればよい、と叫ぶ。

第5場
バラックの家。皇后と乳母の女中奉公も3日目となったが、昼間から空は曇り、雷鳴が轟いている。バラックの妻は夫に自分の浮気を告白し、もう子供を産むこともなかろうから皇后に影を売ってしまった、と告げる。バラックが驚いて明かりを灯すと、そこにいるはずの妻がいない。乳母は皇后に、今のうちに影を奪い取ってしまえ、と促すが、皇后は乗り気でない。怒ったバラックは乳母が魔法で出現させた剣で妻を刺そうとするが、妻はその行為に夫の愛を感じ、告白は嘘だと謝る。その瞬間地面が割れ、バラック夫妻は地底へと呑み込まれてゆく。

### 第3幕
第1場
地底の世界。厚い壁で隔てられたバラック夫妻が別々に座っている。二人は離れ離れにされたことを嘆いている。すると天上界から声が聞こえ、二人はそれぞれに階段を昇ってゆく。

第2場
霊界の入り口にある渓流。皇后と乳母が乗った小舟が着く。カイコバートの命令に背いてしまった乳母は皇后に逃げようと持ちかけるが、皇后は父であるカイコバートに皇帝の助命を求めるべく神殿へと進む。そこにちょうどバラック夫妻が昇ってきた。人間を憎む乳母は2人の仲を裂こうとするが、カイコバートの使者が現れて乳母を小舟の中に追いやり、霊界から追放する。

第3場
霊界の神殿の中。バラック夫妻の愛ゆえに影を奪うことが出来なかった皇后は、今後は人間として下界に住みたいとカイコバートに訴える。すると黄金の泉が湧き出てきた。敷居の護衛者によれば、この水を飲めば皇后は影を手に入れられるが、引き換えにバラックの妻が影を失ってしまうとのこと。石にされてしまった皇帝の姿が見えているが、それでも皇后は泉の水を飲もうとはしない。ところが皇后の影が泉に映ると皇帝は元の姿にもどる。2人はしっかりと抱き合う。

第4場
霊界の美しい滝のそば。バラックは妻との再会を果たし、夫妻は愛の言葉を交わす。妻の姿が水面に映ると黄金の橋が出現し、2人がその上で手を取り合うと、滝の上に立っている皇帝と皇后も加わっての四重唱となる。産まれ出ることのできなかった子供たちの声が聞こえてくる。

## 初演と評価
ドイツ・オペラの大作であり、大きな節目に上演されることが多い。ベームはウィーン国立歌劇場の再建記念公演（1955年）やリンカーン・センターの新しいメトロポリタン歌劇場落成記念週間（1966年）で、またヨーゼフ・カイルベルトはバイエルン国立歌劇場の再建記念公演（1963年）で採り上げている。さらにヘルベルト・フォン・カラヤンはウィーン国立歌劇場退任公演（1964年）で、サヴァリッシュはバイエルン国立歌劇場退任に際して（1992年-1993年）採り上げている。
初演は1919年10月10日、ウィーン国立歌劇場で、フランツ・シャルクの指揮により上演された。主要配役は皇帝：アールガルト・エストヴィック、皇后：マリア・イェリッツァ、バラック：リヒャルト・マイヤー、バラックの妻：ロッテ・レーマンと当時望みうる最高水準であったという。第一次世界大戦後、初の大歌劇初演として大いに期待され、実際の上演も成功であった。ウィーン初演後、わずか2週間後にドレスデン国立歌劇場などでも初演された。1955年、ウィーン国立歌劇場再建記念公演で、カール・ベームの指揮により上演された。2005年の再建50周年ガラ・コンサートでは、フランツ・ウェルザー＝メストの指揮により、第3幕の四重唱などが抜粋演奏された。2011年にはザルツブルク音楽祭で、クリスティアン・ティーレマン指揮ウィーン・フィルハーモニー管弦楽団、クリストフ・ロイ演出で上演された。
日本における初演は1984年5月4日、東京においてハンブルク国立歌劇場の客演による。指揮はクリストフ・フォン・ドホナーニであった。また、1992年には名古屋と東京にてヴォルフガング・サヴァリッシュ指揮、市川猿之助演出で上演され、そのオリエンタルな舞台が著名である（名古屋公演は愛知県芸術劇場の杮落とし）。このプロダクションは、サヴァリッシュ&バイエルン国立歌劇場の黄金時代の総決算といえるものであった。翌年にはミュンヘン・オペラ・フェスティバルでプレミエを迎え、絶賛を博した。2010年、ドニ・クリエフの演出で新国立劇場プレミエが行われた。
『影のない女』は、その台本の持つ難解さや寓意が理解されにくいこと、また長大な作品で上演も困難であることから、『サロメ』、『エレクトラ』、『ばらの騎士』、『ナクソス島のアリアドネ』などに比べて上演の機会が少なかった。例えば、ホーフマンスタール・シュトラウスともに縁のあるザルツブルク音楽祭でも、2011年の時点で6回しか上演されていない（ザルツブルク初演は1932年）。上演歴は、クレメンス・クラウスとカール・ベームがそれぞれ2回ずつ。ゲオルク・ショルティは1992年、ティーレマンが2011年に指揮している。
オペラ自体の作曲から30年以上経った後、しかも82歳の最晩年とも言える1946年になって、オペラの旋律をもとに交響的幻想曲《影のない女》も作曲された。これは、1947年6月26日にウィーンにてカール・ベームによって初演された。

## 慣習的なカット
非常な大作のため、上演に際してはしばしばカットがなされる。シュトラウス本人もカットを認めており、指揮者によって多少の箇所や量の違いはあるものの、近年まではカットが当然のように行なわれていた（カイルベルト、カラヤン、ベーム、ジュゼッペ・シノーポリ指揮のライブ録音で確認できる）。しかし、近年では原典尊重の風潮があり、2011年のザルツブルク音楽祭ではノーカットで全曲上演された。
なお、完全全曲録音（CD）はサヴァリッシュ&バイエルン放送交響楽団（EMI）、ショルティ&ウィーン・フィル（デッカ）の2点のみである。この作品の世界初録音であるベームの1955年盤も、ほぼノーカットである。

## 日本語訳
- 高橋英夫訳 「影のない女」（小説）
  - 新版『集英社ギャラリー「世界の文学」11 ホフマンスタール／リルケほか』、1990年　
  - 『ホーフマンスタール選集 2 小説・散文』 河出書房新社、1972年
- 渡辺護訳 カール・ベーム1955年盤・ジュゼッペ・シノーポリ盤のライナー・ノーツ（台本対訳）